# Facilitació ecològica
La facilitació descriu interaccions d'espècie que beneficien com a mínim un dels participants i mal de causa a tampoc. Les facilitacions poden ser categoritzats com a mutualismes, en el qual beneficiïn a ambdues espècies, o comensalismes, en què un es beneficia de les espècies i l'altra no es veu afectada. Molta teoria ecològica clàssica (per exemple, la selecció natural, la separació de nínxol, la dinàmica de la metapoblació) ha enfocat en interaccions negatives com la depredació i la competència, però interaccions positives (facilitació) està rebent focus creixent en recerca ecològica. Aquestes adreces d'article tant els mecanismes de facilitació i la informació creixent disponible concernint els impactes de facilitació damunt ecologia de comunitat.

## Categories

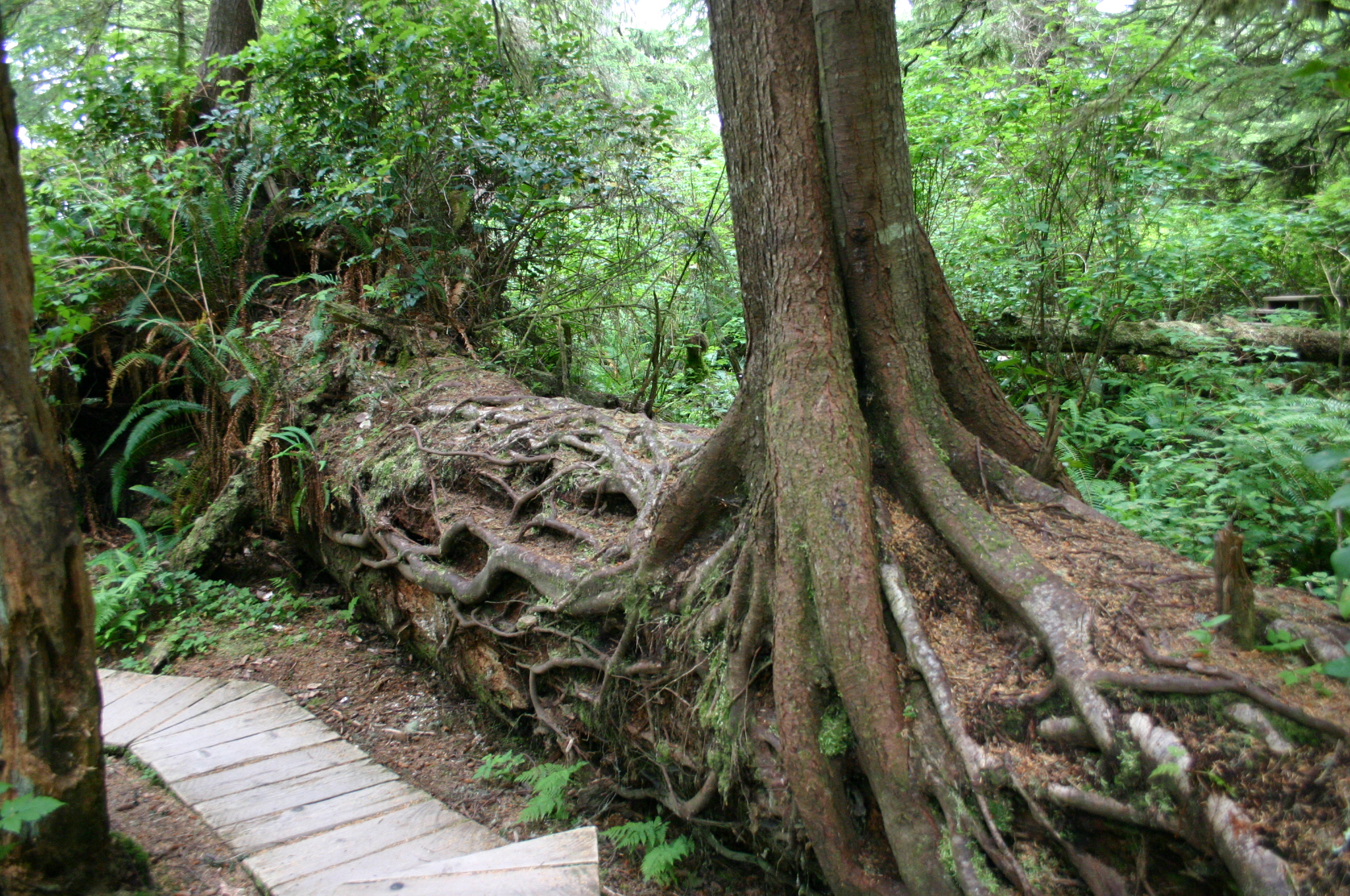
Registre d'infermeria que alberga un Tsuga heterophylla

Hi ha dues categories bàsiques de les interaccions de facilitacions:
- Un mutualisme és una interacció entre les espècies que és beneficiós per ambdues parts. Un exemple conegut d'un mutualisme és la relació entre les plantes amb flors i els seus pol·linitzadors.[2][3] La planta es beneficia de la propagació del pol·len entre les flors, mentre que els pol·linitzadors reben algun tipus d'aliment, ja sigui des del nèctar o el mateix pol·len.
- Un comensalisme és una interacció en la qual una espècie es beneficia i l'altra espècie no es veu afectada. Els epífits (les plantes que creixen en altres plantes, normalment arbres) tenen una relació de comensalisme amb la seva planta hoste a causa dels avantatges que tenen dels epífits d'alguna manera (per exemple, per escapar de la competència amb plantes terrestres o per obtenir un accés més gran a la llum solar), mentre que la planta amfitriona és aparentment no li afecta.[3]

Tanmateix la categorització estricta no és possible per a algunes interaccions d'espècies complexes. Per exemple, la germinació de llavors i la supervivència en ambients hostils és sovint més alta sota les denominades plantes nodrissa que en camp obert. Una planta nodrissa, és una amb un dosser establert, per sota del qual la germinació i la supervivència és més probable degut a l'augment d'ombra, la humitat del sòl i els nutrients. Per tant, la relació entre les plantes de planter i les seves plantes nodrissa és de comensal. No obstant això, com que les plantes creixen en les plantes establertes, és probable que competir amb els seus antics benefactors de recursos.

## Mecanismes
Els efectes beneficiosos de les espècies en l'un a l'altre es fan en diverses maneres, inclòs el refugi de l'estrès físic, la depredació i la competència, la millora de la disponibilitat de recursos i el transport.

### Refugi d'estrès físic
La facilitació pot actuar mitjançant la reducció dels impactes negatius d'un ambient estressant.  Com es va descriure anteriorment, les plantes nodrisses faciliten la germinació de llavors i la supervivència mitjançant la mitigació de les condicions ambientals d'estrès. Una interacció semblant passa entre l'alga vermella Chondrus crispus i la formació del dosser intermareal el Fucus al sud de Nova Anglaterra, EUA. L'alga sobreviu a la zona més alta de la zona intermareal, on la temperatura i la dessecació són factors d'estrès més grans de només quan l'alga marina està present perquè el dosser de les algues ofereix protecció d'aquestes tensions. Els exemples anteriors descriuen la facilitació dels individus o d'espècies individuals, però també hi ha casos d'una sola espècie de facilitador que intervenen una certa tensió en tota la comunitat, com la pertorbació. Un exemple d'aquesta facilitació a "tota la comunitat" és l'estabilització del substrat de les comunitats vegetals de la platja de còdols a Rhode Island, EUA, per Spartina alterniflora.
Grans llits d'acció de les onades tampó de la pastura marina, així permet l'establiment i persistència d'una comunitat de menys plantes anuals i perennes tolerants a la pertorbació per sota de la línia de plena mar.
En general, la facilitació és més probable que passi en entorns físicament estressants que en entorns favorables, on la competència pot ser la interacció més important entre les espècies. Això també pot passar en un sol hàbitat que conté un estrès degradat de baix a alt tensió. Per exemple, al llarg de Nova Anglaterra, EUA, les maresmes degradades, hi ha una presència de Juncus gerardii que va augmentar l'aptitud dels pantans més vells (Iva annua) arbustos en les elevacions més baixes, on la salinitat del sòl va ser més grans. Els joncs donaven ombra al sòl, el que disminueix l'evapotranspiració, i al seu torn disminueix la salinitat del sòl. No obstant això, en les elevacions més altes on la salinitat del sòl va ser menor, l'aptitud del vell pantà es va reduir en presència dels joncs, a causa d'una més gran competència pels recursos. Per tant, la naturalesa de les interaccions entre espècies pot canviar amb les condicions ambientals.

### Refugi de la depredació

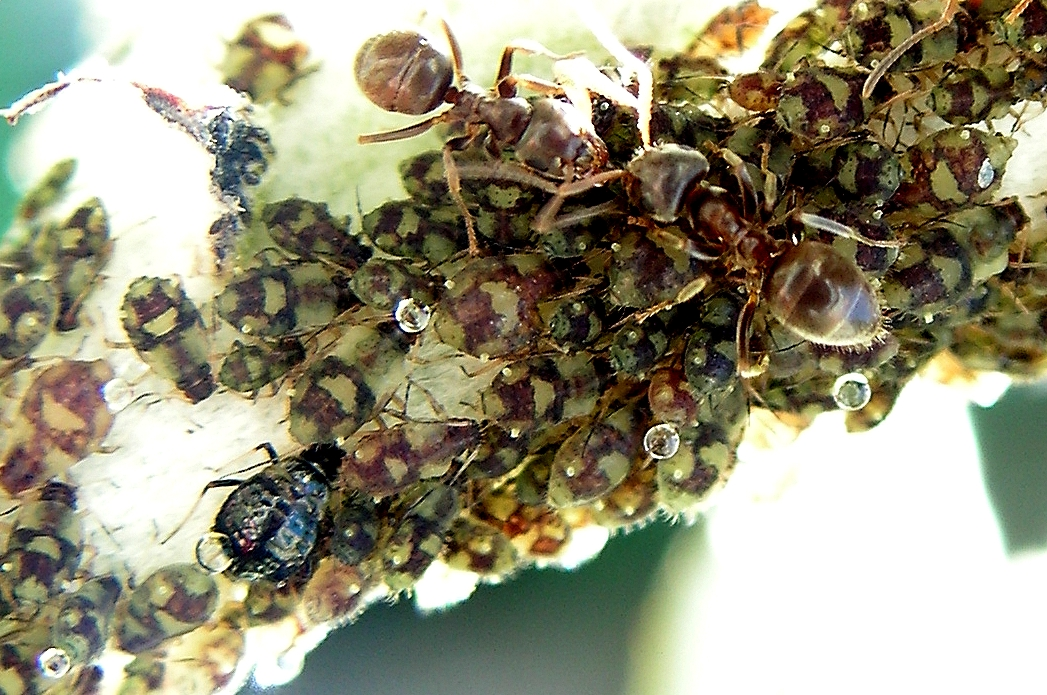
'Bombolles' de mel de melada dels àfids.

Un altre mecanisme de facilitació és un menor risc de ser menjat. Les plantes nodrissa, per exemple, no només redueixen l'estrès abiòtic, sinó que també poden impedir físicament mecanismes de defensa de les plantes contra els herbívors de plàntules que creixen sota d'elles. En tots dos entorns, terrestres i marins, l'herbivorisme de les espècies desitjables es redueix quan es produeixen amb espècies no comestibles. Aquests "refugiats associatius" poden aparèixer quan les espècies no comestibles protegeixen físicament a espècies comestibles, o quan els herbívors estan confosos pels senyals inhibidors de les espècies no comestibles.
L'herbivorisme també pot reduir la depredació dels herbívors, com en el cas de Mithrax forceps al llarg de la costa de la Carolina del Nord, EUA. Aquesta espècie de cranc es refugia en les branques compactes d'Oculina varicosa i s'alimenta d'algues a les proximitats del corall. La reducció de la competència amb algues augmenta el creixement del corall, que al seu torn proporciona un major refugi per al cranc. Un cas similar és el de la interacció entre els arbres d'acàcia d'espines inflades (Acàcia spp.) i algunes formigues (Pseudomyrmex spp.) a l'Amèrica Central. L'acàcia proporciona l'aliment i protecció (a dins de les espines buides) a la formiga a canvi defensa contra els herbívors. Per contra, un tipus diferent de facilitació entre les formigues i els insectes s'alimenten de saba pot augmentar la depredació de la planta. En consumir saba, les plagues de plantes com ara els àfids produeixen un producte de rebuig ric en sucre anomenat mel de melada, el qual és consumit per formigues a canvi de protecció dels consumidors de saba contra la depredació,

### Refugi de la competència
Un altre benefici potencial de la facilitació és l'aïllament de les interaccions competitives. Igual que l'exemple ja familiar de plantes nodrissa en ambients hostils, els registres d'infermeria en un bosc són llocs d'un augment de la germinació de les llavors i la supervivència de les plàntules a causa que el substrat elevat d'un registre allibera plantes de planter de la competència amb les plantes i molses sobre el sòl del bosc. La interacció del cranc amb el corall s'ha descrit anteriorment, és també un exemple de refugi davant de la competència, ja que l'herbivorisme dels crancs en les algues marines redueix la competència entre coralls i algues. De la mateixa manera, l'herbivorisme de les garotes (Strongylocentrotus droebachiensis) en laminàries (Laminaria spp.) Poden protegir els musclos (Modiolus modiolus) del sobrecreixement per laminàries que competeixen per l'espai a la zona submareal del Golf de Maine, EUA.

### Millora de la disponibilitat de recursos
La facilitació pot augmentar l'accés als recursos limitants com la llum, l'aigua i els nutrients per a espècies que interactuen. Per exemple, les plantes epífites sovint reben més llum solar directa en el dosser arbori de les seves plantes hostes que ho farien a terra. A més, les plantes nodrisses augmenten la quantitat d'aigua disponible per a les plantes de planter en hàbitats secs a causa de la reducció de l'evapotranspiració a l'ombra del dosser arbori de les plantes nodrisses. No obstant això, els exemples més familiars d'un major accés als recursos a través de la facilitació són les transferències de nutrients mutualistes entre organismes simbiòtics. Una simbiosi és una estreta associació prolongada, entre organismes, i alguns exemples de simbiosi mutualistes inclouen:
Flora intestinal
Les associacions entre una espècie hoste i un microbi que viu en el tracte digestiu de l'hoste, en el qual l'amfitrió proporciona hàbitat i aliment per als microbis, a canvi dels serveis digestius. Per exemple, els tèrmits reben aliment de cel·lulosa digerida pels microbis que habiten en el seu intestí.
Líquens
Les associacions entre fongs i algues, en el qual el fong rep nutrients de l'alga, i l'alga està protegida de les dures condicions que provoquen la dessecació.
Coralls
Les associacions entre els coralls que construeixen esculls i les algues fotosintètiques anomenades zooxantel·les, en què les zooxantel·les proporcionen les nutrients als coralls en forma de fotosintats, a canvi de nitrogen en els productes de residus del corall.
Micorrizes
Les associacions entre els fongs i les arrels de les plantes, en què el fong facilita l'absorció de nutrients (especialment nitrogen) per la planta a canvi de carboni en forma de sucres a partir de l'arrel de la planta. Hi ha un exemple paral·lel en ambients marins d'esponges en les arrels dels manglars, amb una relació anàloga a la de micorrizes i plantes terrestres.

### Transport
El moviment pels animals d'elements van implicar dins reproducció de planta és normalment una associació mutualista. Els pol·linitzadors poden augmentar planta reproductive èxit per reduir residus de pol·len, augmentant la dispersió del pol·len, i augmentant la probabilitat de reproducció sexual a densitat de població baixa. A canvi, el pol·linitzador rep nodriments en la forma de nèctar o pol·len. Els animals també poden dispersar les llavors o els fruits de les plantes, ja sigui pel seu consum (en aquest cas reben el benefici de l'alimentació) o per transport passiu, quan les llavors s'enganxen a la pell o a les plomes.

## Efectes de la comunitat
Tot i que la facilitació s'estudia sovint a nivell d'interaccions entre les espècies individuals, els efectes de la facilitació s'observen sovint en l'escala de la comunitat, inclosos els impactes en l'estructura espacial, la diversitat, i la invasibilitat.

### Estructura espacial
Moltes interaccions que faciliten directament afecten a la distribució de les espècies. Com es va analitzar anteriorment, el transport de propàguls de plantes mitjançant dispersors d'animals pot augmentar les taxes de colonització dels llocs més distants, la qual cosa podria afectar la distribució i dinàmica de poblacions de les espècies de plantes. La facilitació més sovint afecta la distribució per simplement fent possible que una espècie que es produeixi en un lloc al que alguna cosa d'estrès ambiental, altrament prohibiria el creixement d'aquesta espècie. Això és evident en la facilitació tota la comunitat per una espècie de fundació, com ara l'estabilització de sediments en les comunitats de plantes platja de còdols per la pastura marina suau. Una espècie que facilita també pot ajudar a impulsar la progressió d'un tipus d'ecosistema a un altre, com el [[mezquite]], aparentment fa en les pastures de les Planes del Río Grande. Com un arbre fixador de nitrogen, el mezquite estableix més fàcilment que altres espècies en sòls pobres en nutrients, i després de l'establiment, els actes del mezquite com una planta de la infermera per a les plàntules d'altres espècies. Per tant, el mezquite facilita el canvi espacial dinàmic de praderies a sabanes a boscos en tot l'hàbitat.

### Diversitat
La facilitació afecta diversitat de comunitat (definit en aquest context com el nombre d'espècies en la comunitat) per alterar interaccions competitives. Per exemple, els musclos intermareals augmenten la diversitat total d'espècies de la comunitat mitjançant el desplaçament de grans espècies sèssils competitius, com ara algues i percebes. Tot i que els musclos disminueixen la diversitat dels titulars d'espai primaris (és a dir, grans espècies sèssils), un nombre més gran d'espècies d'invertebrats estan associats amb bancs de musclos que amb altres titulars d'espai principal, de manera que la diversitat d'espècies total és més gran quan els musclos són presents. L'efecte de la facilitació de la diversitat també podria revertir-se, si la facilitació crea un dominància competitiva que inclou més espècies que permet.

### Invasibilitat
La facilitació d'espècies no autòctones, ja sigui per espècies natives o altres espècies no natives, pot augmentar la invasivitat d'una comunitat, o la facilitat amb què les espècies no autòctones s'estableixin en una comunitat. En una anàlisi de 254 es va publicar estudis de les espècies introduïdes, 22 dels 190 de les interaccions estudiades entre les espècies introduïdes en els estudis eren de facilitació.
Val la pena assenyalar que 128 de les 190 interaccions van ser examinats les relacions depredador-presa d'un sol insecte herbívor informat en un sol estudi, que pot tenir més d'èmfasi en la importància de les interaccions negatives. Les plantes introduïdes també es veuen facilitades pels pol·linitzadors nadius, aspersors, i micorrizes. Per tant, les interaccions positives han de ser considerades en qualsevol intent de comprendre la invasivitat d'una comunitat.

## Conclusió
La facilitació és un procés ecològic significatiu que produeix efectes a nivell de comunitat, a través de les interaccions individuals. En millorar la dispersió, l'augment de l'accés als recursos, i proporcionar protecció contra l'estrès, la depredació i la competència, la facilitació pot afectar l'estructura de la comunitat, la diversitat i la invasivitat. La incorporació de la facilitació en les teories clàssiques com la selecció natural i la separació de nínxol ha de ser un objectiu dels ecòlegs actuals i futurs. Això suposarà una major investigació sobre els mecanismes de facilitació a nivell dels individus, i els impactes de la facilitació a nivell de la població, comunitat i ecosistema. La continuació de l'estudi de les interaccions entre espècies positius servirà per millorar la nostra comprensió dels processos i aplicació de les teories.